# Лю Сян (плавчиня)
Лю Сян (1 вересня 1996) — китайська плавчиня.
Призерка Чемпіонату світу з водних видів спорту 2015 року.
Переможниця Азійських ігор 2018 року.